# Trái tim Vũ trụ (Marvel)
Trái tim Vũ trụ (Heart of the Universe) là một vị trí trong vũ trụ Marvel và xuất hiện trong các ấn phẩm Marvel.
Đây là một nguồn sức mạnh vĩ đại và đôi khi được gọi là Trái tim Vô hạn.

## Lịch sử xuất bản
Trái tim Vũ trụ là chủ đề chính trong Marvel Universe: The End #1-6 (5-8/2003). Nó được sáng tạo bởi Jim Starlin và Al Milgrom. Nó có vẻ như đã bị huỷ diệt ở cuối loạt, nhưng theo Thanos #1 (2004) nó có thể vẫn còn tồn tại.

## Quyền năng
Trái tim Vũ trụ cho phép người sử dụng "đồng bộ" với tần số của cả vũ trụ, hợp nhất với tất cả, từ các nguồn sức mạnh vĩ đại của vũ trụ, cho đến các ý tưởng trừu tượng nhất; khi hợp nhất hoàn toàn với Trái tim, Thanos không chỉ trở thành những thứ như vật chất, năng lượng, v.v. nhưng còn trở thành những thứ như "...hơi thở cuối cùng của một người phụ nữ đang chết" hay "mạch truyện trong tâm trí một nhà văn."
Trái tim Vũ trụ trao cho người sử dụng sức mạnh vũ trụ toàn năng vượt trên cả The Living Tribunal, và chỉ kém hơn The One Above All. Người sở hữu nó có thể dễ dàng đánh bại nỗ lực kết hợp của tất cả các siêu anh hùng, các vị thần và các thực thể vũ trụ, cũng như có thể hấp thụ toàn bộ không gian và thời gian